# Église Saint-Cléophas
L'église Saint-Cléophas est une église catholique qui se trouve au village palestinien d'Al-Qubeiba (gouvernorat de Jérusalem) en Cisjordanie occupée. Elle est devenue basilique de la Manifestation du Seigneur (aux pèlerins d'Emmaüs).

## Historique

### Moyen-Âge
El-Qubeiba, qui faisait partie du domaine agricole de l' église du Saint-Sépulcre , fut suggéré pour la première fois en 1280 comme étant le lieu correspondant à la ville d'Emmaüs de Saint-Luc. Le village était sur une voie romaine et en 1099 les croisés y découvrirent une forteresse romaine, qui devint connue sous le nom de Castellum Emmaüs. 
Le site fut adopté en 1335 par les Franciscains , qui y instauraient un pèlerinage annuel. Une basilique à trois nefs avec un chœur voûté et une abside fut construite sur la supposée maison de Cléophas, qui aurait été détruite sous le règne de l'empereur Hadrie , avant d'être reconstruite et détruite à nouveau par les Perses en 616.  La basilique fut à nouveau démolie en 1187.
Les croisés expulsés de Terre sainte, l'accès à la route principale de la plaine côtière à Jérusalem était refusé aux chrétiens et, par là, l'accès à Abou Gosh, qui était considéré comme le lieu d'Emmaüs (Bible). El-Qubeibeh, qui faisait partie du domaine agricole de l'Église du Saint-Sépulcre (Jérusalem), a  été suggéré en tant que l'Emmaüs de saint Luc en 1280. Le village était situé sur une route romaine et en 1099 les croisés avaient découvert une forteresse romaine là-bas connue sous le nom de Castellum Emmaus. Le site a été adopté en 1335 par les Franciscains, qui ont commencé un pèlerinage annuel là-bas et firent construire au-dessus de la maison supposée de Cléophas une grande basilique à trois nefs avec un chœur voûté terminé par une abside, de-même que les côtés latéraux. 

### XIX-XXe siècles
Au XIXe siècle, l'église se retrouvait à l'état de ruines. La nef centrale était presque détruite et du côté est ne restait qu'un mur de trois mètres de haut à la place des absides. En 1852, les Franciscains de la Custodie de Terre Sainte reviennent pour animer un pèlerinage annuel le 25 septembre, fête du disciple de Jésus. La marquise Pauline de Nicolay achète les ruines en 1861 et en fait don aux Franciscains.
En 1902, le sultan Abdülhamid II donne la permission aux Franciscains de reconstruire leur église à l'identique. Celle-ci a le rang de basilique mineure depuis 1919, sanctuaire de la Manifestation du Seigneur aux disciples d'Emmaüs.

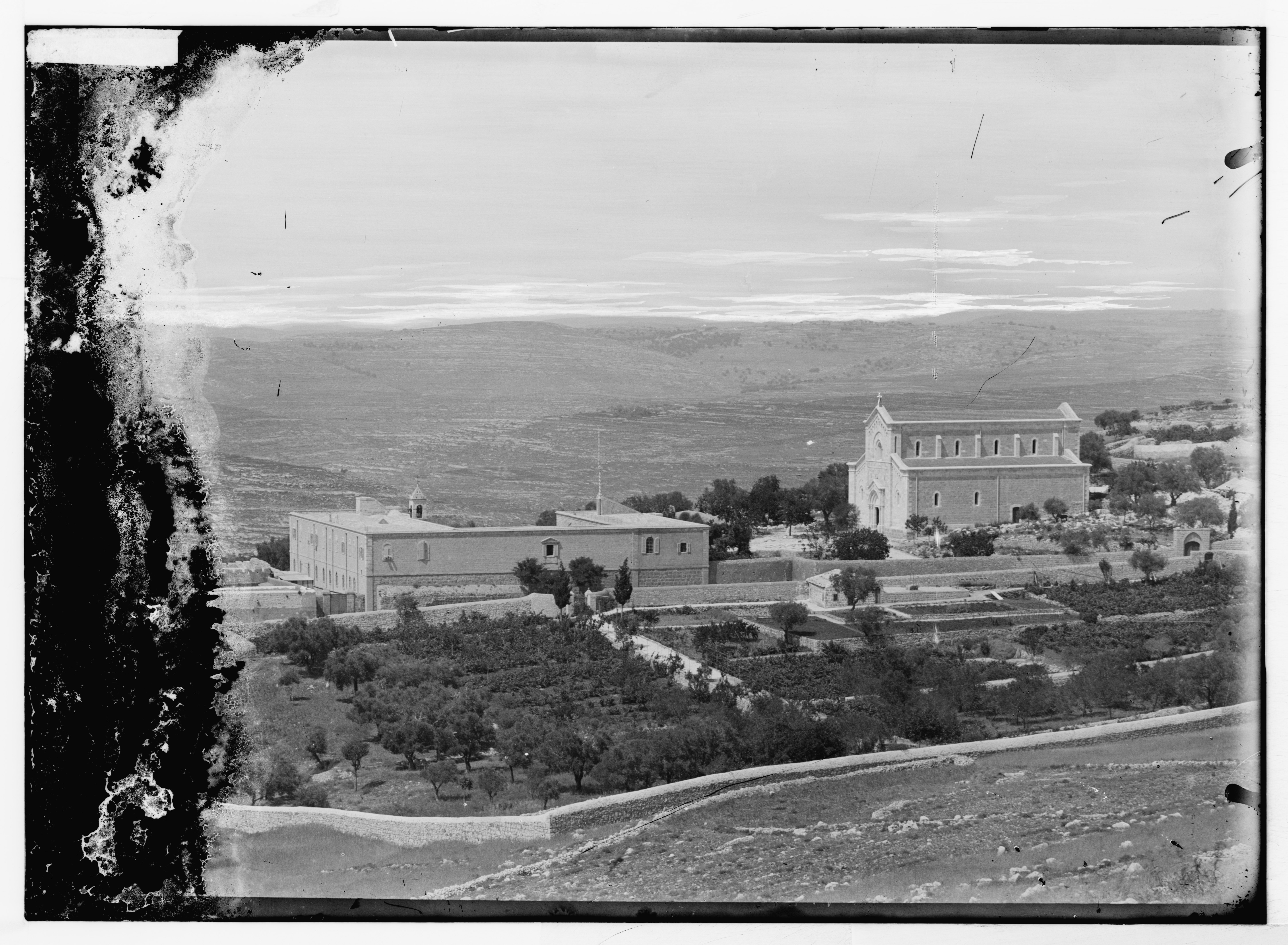
L'église et le couvent franciscains entre 1901 et 1911.
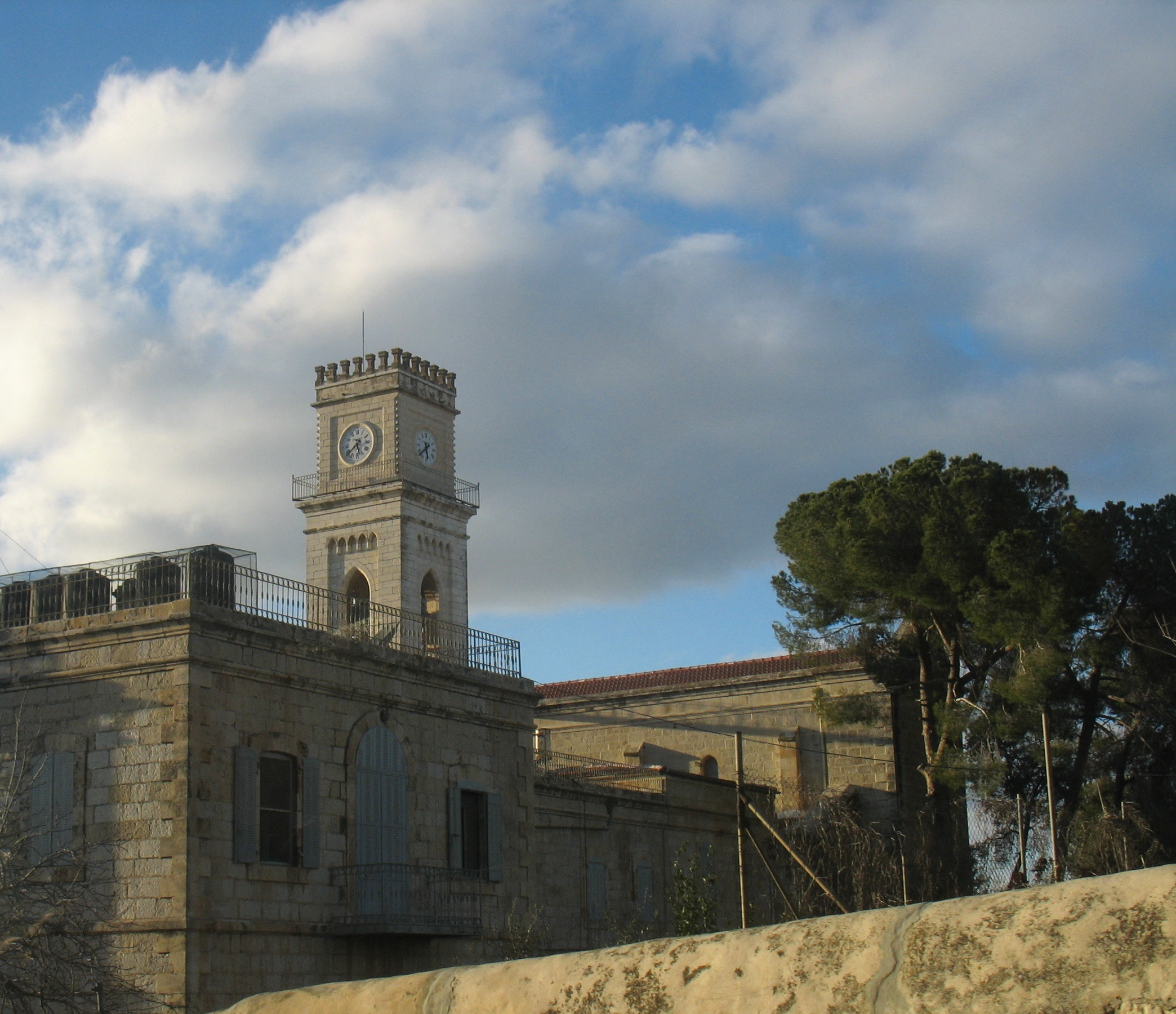
Les bâtiments modernes.

## Source
- (de) Cet article est partiellement ou en totalité issu de l’article de Wikipédia en allemand intitulé « Kirche St. Kleopas » (voir la liste des auteurs).